# Бон-Жардин (Мараньян)

Бон-Жардин на карте штата.

Бон-Жардин (порт. Bom Jardim) — муниципалитет в Бразилии, входит в штат Мараньян. Составная часть мезорегиона Запад штата Мараньян. Входит в экономико-статистический микрорегион Пиндаре. Население составляет  39 049 человек на 2010 год. Занимает площадь 6590,530 км². Плотность населения — 5,93 чел./км².

## Демография
Согласно сведениям, собранным в ходе переписи 2010 г. Национальным институтом географии и статистики (IBGE), население муниципалитета составляет:
| Полное население                               | Полное население                               | Полное население                               | Полное население                               | 39 049 |
| ---------------------------------------------- | ---------------------------------------------- | ---------------------------------------------- | ---------------------------------------------- | ------ |
| в том числе:                                   | Городское население                            | 16 386                                         | Процент городского населения, %                | 41,96  |
|                                                | Сельское население                             | 22 663                                         | Процент сельского населения, %                 | 58,04  |
|                                                | Мужское население                              | 19 850                                         | Процент мужского населения, %                  | 50,83  |
|                                                | Женское население                              | 19 199                                         | Процент женского населения, %                  | 49,17  |
| Плотность населения, чел/км²                   | Плотность населения, чел/км²                   | Плотность населения, чел/км²                   | Плотность населения, чел/км²                   | 5,93   |
| Население муниципалитета в % к населению штата | Население муниципалитета в % к населению штата | Население муниципалитета в % к населению штата | Население муниципалитета в % к населению штата | 0,59   |

По данным оценки 2016 года, население муниципалитета составляет 40 660 жителей.

## Статистика
- Валовой внутренний продукт на 2003 год составляет 87 189 710,00 реалов (данные: Бразильский институт географии и статистики).
- Валовой внутренний продукт на душу населения на 2003 год составляет 2384,06 реала (данные: Бразильский институт географии и статистики).
- Индекс развития человеческого потенциала на 2000 год составляет 0,515 (данные: Программа развития ООН).